# دونالد هوكينز
دونالد هوكينز (بالإنجليزية: Donald Hawkins)‏ هو لاعب كرة قدم أمريكية أمريكي، ولد في 22 أبريل 1992 في ممفيس في الولايات المتحدة.

## وصلات خارجية
- دونالد هوكينز على موقع مرجع كرة القدم المحترفة.كوم (الإنجليزية)